# Suna
Súna (arab. سُنَّة »sunna«) pomeni prehojena pot, običaj, predpis. Gre za besede in dela Mohameda, ki so zapisana v hadisih in se tako prenašajo iz roda v rod. Če je hadis izročilo ali pripovedovanje, je súna nominirana praksa, ki izvira iz njega. Med tem ko prvi pomeni pripoved življenja Mohameda, súna razkriva način Poslančevega življenja. Suné je vse, kar se nanaša na življenje Mohameda, tj. njegove besede, dejanja, odobritve, telesne in moralne lastnosti. Sunét je tudi vse, kar se nanaša na njegova stanja mirovanja v spanju in v zavednem stanju, ne glede na to, ali se je to zgodilo pred poslanstvom ali po njem.« Je drugi od štirih virov šeriatskega prava. Súna je lahko s Koranom popolnoma soglasna, lahko mu nasprotuje ali pa ga razlaga. V primeru, da ne gre za popolno ujemanje z Razodetjem, se uporablja zakonodaja islamskih zakonodajalcev (idžma) oz. analgogija (kijás). 
Na suni temelji razlikovanje med suniti in šiiti. Kot pove že ime samo, so suniti tisti, ki priznavajo súno in soglasje islamskih zakonodajalcev, medtem ko šiiti zavračajo načelo soglasja. 